# Илия Костов
Илия Костов Илиев е български сценарист и режисьор на игрални и документални филми.
Роден е в град Сливен на 31 август 1954 г. Завършва през 1978 г. Великотърновския университет „Кирил и Методий" със специалност българска филология. Роден град Шивачево.

## Награди
- „Златна пирамида“ от Международния филмов фестивал в Кайро, 1997 за филма Трака-трак (1996)

## Филмография
Като режисьор
- Пътуващо кино (2019)
- Колелото Балкански (2017)
- Слънчево (2013)
- Константин Величков – европеецът (2009) – сърежисьор с Татяна Пандурска
- Време за жени (2006)
- Асистентът (2002)
- Трака-трак (1996)

Като сценарист
- Пътуващо кино (2019)
- Колелото Балкански (2017) – съсценарист с Исак Гозес
- Слънчево (2013)
- Константин Величков – европеецът (2009) – съсценарист с Татяна Пандурска
- Време за жени (2006)
- Асистентът (2002)
- Трака-трак (1996)
- Мадам Бовари от Сливен (1991)
- Ако можеш, забрави (1988)

### Като актьор
- „Време за жени“ (2006)